# عبد المالك بوضياف
عبد المالك بوضياف ولد في 24 ماي 1955 في نقاوس في ولاية باتنة الحالية. سياسي ووزير سابق جزائري.

## سيرة
بعد مسيرته المهنية كرئيس دائرة بوزغن (ولاية تيزي وزو)، مندوب الوالي لبئر مراد رايس ووالي غرداية، قسنطينة ووهران. تم تعيينه من قبل الرئيس عبد العزيز بوتفليقة، وزير الصحة والسكان وإصلاح المستشفيات في 11 سبتمبر 2013.
شغل هذا المنصب حتى 25 مايو 2017. وخلفه مختار حاسبلاوي، أستاذ الطب، في حكومة تبون. 

### فضيحة المكمل الغذائي رحمة ربي
يتبع طرده من الحكومة، من بين أشياء أخرى، فضيحة المكملات الغذائية " رحمة ربي " التي استثمرها من خلال اعتماد مروجها توفيق زيبط، طبيب زائف، والدعوة إلى الإعلان في قناة تلفزيونية خاصة قبل للتراجع لاحقًا. كان عليه، بطريقة أو بأخرى، ضحية الاتصالات الزائد مع وسائل البث الإعلامي حيث دافع مثل المعدات الطبية المتوفرة في المستشفيات الجزائرية لا وجود لها في أي مكان آخر إلا في عدد قليل من المستشفيات الخارجية الأوروبية والأمريكية بشكل خاص ،.

## التكوين
حاصل على شهادة في العلوم السياسية.